# Fevzi Zemzem
Fevzi Zemzem (* 4. Juli 1941 in İskenderun; † 21. März 2022) war ein türkischer Fußballspieler und -trainer.
Durch seine langjährige Tätigkeit für Göztepe Izmir wird er sehr stark mit diesem Verein assoziiert. Auf Fan- und Vereinsseite wird er als einer der bedeutendsten Spieler der Klubgeschichte aufgefasst. Zu Spielerzeiten wurde er wegen seiner körperlichen Stärke und seines Durchsetzungsvermögens als Buldozer Fevzi (dt.: Fevzi der Bulldozer) bezeichnet. Er steht mit Spielern wie Nevzat Güzelırmak und Ali Artuner für die glorreiche Zeit Göztepes, in der man als eine der ersten anatolischen Mannschaften den drei großen Istanbuler Vereinen Galatasaray, Fenerbahçe und Beşiktaş Konkurrenz machte. Zemzem war der Torjäger dieser Mannschaft und wurde als solcher in der Erstligasaison 1967/68 Torschützenkönig der Süper Lig.

## Spielerkarriere
Fevzi Zemzem spielte 14 Jahre für Göztepe Izmir. In den 14 Jahren erzielte er 146 Tore und wurde einmal Torschützenkönig 1967/68. Für die Türkei spielte er 18 Spiele. Während seiner aktiven Karriere nannte man Fevzi Zemzem Bulldozer. Mit seinem Verein gewann er durch eine 3:1-Sieg gegen Fenerbahçe Istanbul zum Saisonende 1969/70 den Präsidenten-Pokal. Damit wurde man die erste Nicht-Istanbuler Mannschaft die diese Trophäe gewinnen konnte.

## Trainerkarriere
Sein erster Job als Trainer war bei Orduspor. Die Saison mit Orduspor beendete er auf Platz 4 (1978/79), womit er sich mit seiner Mannschaft für den UEFA-Pokal qualifiziert. Später trainierte er Samsunspor und Diyarbakirspor.

## Erfolge

### Als Spieler
- Mit Göztepe Izmir
  - Dritter der Süper Lig (1): 1970/71
  - Vierter der Süper Lig (3): 1964/65, 1966/67, 1967/68
  - Türkischer Pokalsieger (2): 1968/69, 1969/70
  - Türkischer Supercup (1): 1969–70
  - TSYD Kupası (3): 1964/65, 1966/67, 1968/69

- Mit der Türkischen Nationalmannschaft:
  - ECO-Cup (2): 1967, 1969
    - Zweiter beim ECO-Cup (1): 1965

- Individuell
  - Torschützenkönig der Süper Lig: 1967/68
  - 100er-Klub-Mitglied der Süper Lig

### Als Trainer
- Mit Göztepe Izmir:
  - Meisterschaft der TFF 1. Lig (1): 1977/78
  - Aufstieg in die Süper Lig (1): 1977/78

- Mit Diyarbakırspor:
  - Meisterschaft der TFF 1. Lig (1): 1985/86
  - Aufstieg in die Süper Lig (1): 1985/86